# Kometa okresowa

Orbity 3 komet okresowych: Halleya, Borrelly i Ikeya-Zhang

Kometa okresowa – kometa mająca okres orbitalny wynoszący poniżej 200 lat lub potwierdzone przez obserwacje więcej niż jedno przejście przez peryhelium. Nazwy komet okresowych poprzedzane są przez literę P. W przypadku komet okresowych, które uległy zniszczeniu, ich nazwy poprzedza się literą D. Po drugim zaobserwowanym przejściu przez peryhelium kometa otrzymuje oficjalny, kolejno nadawany numer, który poprzedza literę P lub literę D (np. 19P/Borrelly). Najkrótszy okres orbitalny posiada kometa 2P/Encke (3,3 roku). Z kolei kometa okresowa 153P/Ikeya-Zhang potrzebuje aż 366,5 roku na wykonanie jednego obiegu wokół Słońca.
Kometa okresowa, krążąc zazwyczaj po bardzo eliptycznej orbicie, powraca co jakiś czas w okolicę Słońca. W pobliżu peryhelium, pod wpływem wzrastającej temperatury zaczyna sublimować woda, która w postaci lodu była zamrożona podczas przebywania tego ciała niebieskiego z dala od Słońca. Tworzy się głowa komety i bardzo często warkocz. Kometa staje się lepiej widoczna i nowe komety najczęściej wtedy są odkrywane. Kometa okresowa ma raczej krótki żywot. Częste powroty w okolicę Słońca powodują u niej znaczne utraty masy, co z czasem skutkuje zaniknięciem lub rozpadem takiego ciała.
Najczęściej komety okresowe należą do rodzin, powiązanych z jakimiś planetami – tzn., że obiegając Słońce, powracają do aphelium (najdalej od Słońca oddalony punkt orbity), które to znajduje się w okolicach orbity jakiejś planety. Istnieje rodzina Jowisza, Saturna, Urana i Neptuna. Okresy obiegu komet z rodziny Jowisza to zazwyczaj kilka lat, Saturna od 13 do 20, Urana 27–50, a Neptuna 50–100 lat.
Astronomowie wyróżniają komety krótkookresowe i długookresowe. Do komet krótkookresowych zalicza się np. kometę Enckego (należącą do rodziny Jowisza) oraz kometę Halleya (okres obiegu ok. 75 lat, należącą do rodziny Neptuna).